# Контрада Монтерон (Венеција)
Контрада Монтерон (итал. Contrada Monteron) је насеље у Италији у округу Венеција, региону Венето.
Према процени из 2011. у насељу је живело 50 становника. Насеље се налази на надморској висини од -3 м.